# 輻杯珊瑚
輻杯珊瑚（學名：Actinocyathus），又名放線杯珊瑚、輻環珊瑚，是一屬已滅絕的珊瑚，生存於石炭紀的淺海中。群體大小不一，從扁平到圓形都有，由形狀不一的單體以蜂窩狀形式緊密排列而組成。萼為凹形，中間有突出部分。隔膜很薄，長短不一。中軸突出的結構很複雜，由一系列傾斜度很大的皰狀小骨板所組成，這些骨板呈圓錐狀圍繞著一個很小的中心骨板，並且還被橫板切分。鱗板數目眾多，在珊瑚單體內部形成一個寬大的外部區域，具有體型很大且不規則的明顯特徵。橫板為扁平狀或凹形。珊瑚單體有很薄的外壁及纖細的脊。

## 外部連結
- Actinocyathus in the Paleobiology Database